# Список кавалеров ордена Белой звезды на цепи
Данный список содержит перечень лиц, награждённых орденом Белой звезды на цепи.
Цепь ордена Белой звезды (эст. Valgetähe ketiklassi teenetemärk) — высшая степень эстонского ордена Белой звезды.
Орден Белой звезды был учреждён 7 октября 1936 года для награждения государственных служащих и служащих местных самоуправлений за заслуги в области экономики, образования, науки, культуры, спорта или другой общественной сфере деятельности. Орден был учреждён в 7 степенях и 3 медалях, высшей степенью являлась цепь ордена.
5 мая 1994 года орден Белой звезды был восстановлен в 5 степенях и 1 медали. Цепь ордена была восстановлена 16 мая 1995 года.
Первая цепь ордена Белой звезды была вручена Президенту Эстонии Константину Пятсу при вступлении его в должность президента. Все остальные цепи ордена были вручены главам иностранных государств. Фактически, цепь ордена Белой звезды выполняет роль дипломатической церемониальной награды, «в знак дружбы» вручаемой главам государств во время их визитов в Эстонию или иностранных визитов президента Эстонии.
Всего в период 1936—1940 годов было вручено 7 цепей, в период 1995—2021 годов — 11 цепей.
Кавалерам цепи ордена Белой звезды вручается золотая цепь со знаком ордена и золотая нагрудная звезда, а также широкая чрезплечная лента и знак 1-го класса ордена. До 1940 года вручалась лента от степени «Специальная большая лента» (красная с золотыми полосками по краям), которая не была восстановлена в 1994 году.
Эскизы знаков ордена были разработаны в 1936 году художником Паулем Лухтейном (эст. Paul Luhtein).

## Кавалеры
| Портрет | Кавалер                                             | Должность / Титул    | Дата указа            | Дата вручения         | Сн.    |
| ------- | --------------------------------------------------- | -------------------- | --------------------- | --------------------- | ------ |
|         | Константин Пятс эст. Konstantin Päts                | Президент Эстонии    | 24 апреля 1938 года   | 24 апреля 1938 года   | [ 3 ]  |
|         | Густав V швед. Gustaf V                             | Король Швеции        | 7 июня 1938 года      | 16 июня 1938 года     | [ 4 ]  |
|         | Карлис Улманис латыш. Kārlis Ulmanis                | Президент Латвии     | 26 октября 1938 года  | 28 октября 1938 года  | [ 5 ]  |
|         | Антанас Сметона лит. Antanas Smetona                | Президент Литвы      | 26 октября 1938 года  | 28 октября 1938 года  | [ 6 ]  |
|         | Игнаций Мосцицкий пол. Ignacy Moscicki              | Президент Польши     | 26 октября 1938 года  | 28 октября 1938 года  | [ 7 ]  |
|         | Кюёсти Каллио фин. Kyösti Kallio                    | Президент Финляндии  | 26 октября 1938 года  | 28 октября 1938 года  | [ 8 ]  |
|         | Миклош Хорти венг. Miklós Horthy de Nagybányá       | Регент Венгрии       | 9 марта 1939 года     | 15 марта 1939 года    | [ 9 ]  |
|         | Александр Квасьневский пол. Aleksander Kwaśniewski  | Президент Польши     | 13 марта 2002 года    | 18 марта 2002 года    | [ 10 ] |
|         | Ференц Мадл венг. Ferenc Mádl                       | Президент Венгрии    | 29 августа 2002 года  | 11 сентября 2002 года | [ 11 ] |
|         | Гвидо де Марко мальт. Guido de Marco                | Президент Мальты     | 27 сентября 2003 года | 1 октября 2003 года   | [ 12 ] |
|         | Оулавюр Рагнар Гримссон исл. Ólafur Ragnar Grímsson | Президент Исландии   | 28 апреля 2004 года   | 4 мая 2004 года       | [ 13 ] |
|         | Валдас Адамкус лит. Valdas Adamkus                  | Президент Литвы      | 30 сентября 2004 года | 4 октября 2004 года   | [ 14 ] |
|         | Жорже Сампайю порт. Jorge Sampaio                   | Президент Португалии | 25 ноября 2005 года   | 28 ноября 2005 года   | [ 15 ] |
|         | Вайра Вике-Фрейберга латыш. Vaira Vīķe-Freiberga    | Президент Латвии     | 5 декабря 2005 года   | 7 декабря 2005 года   | [ 16 ] |
|         | Тарья Халонен фин. Tarja Halonen                    | Президент Финляндии  | 12 марта 2007 года    | 14 марта 2007 года    | [ 17 ] |
|         | Ласло Шойом венг. László Sólyom                     | Президент Венгрии    | 29 сентября 2009 года | 5 октября 2009 года   | [ 18 ] |
|         | Карл XVI Густав швед. Carl XVI Gustaf               | Король Швеции        | 12 января 2011 года   | 18 января 2011 года   | [ 19 ] |
|         | Харальд V норв. Harald V                            | Король Норвегии      | 26 августа 2014 года  | 2 сентября 2014 года  | [ 20 ] |